# 오재원
오재원(吳載元, 1985년 2월 9일 ~ )은 전 KBO 리그 두산 베어스의 내야수이다.

## 선수 시절

### 두산 베어스시절
2007년에 입단하였다.

#### 2010 시즌
최준석과 함께 1루수로 자주 기용되다가 부진한 고영민을 밀어내고 2루수 자리를 꿰찼다. 초기엔 2루 수비가 많이 불안했지만 갈수록 좋아져 시즌 중반을 넘기고는 좋은 수비를 보여줬다. 특히 포스트시즌에서는 거의 빠지는 타구를 잡아내 아웃시키는 모습을 수차례 보여줬다. 그 해 김동주를 지명타자로 보내고 당시 3루수였던 이원석이 부상으로 빠지자 3루 수비까지 하며 유틸리티 내야수로 활동했다. 시즌 123경기에 출전해 2할대 타율, 35도루를 기록하며 2번 타자로 확실히 자리잡았다.

#### 2011 시즌
4월 2일 개막전에 1루수로 선발 출전하며 데뷔 처음으로 개막전에 선발 출장했다. 4월 5일 넥센전에서 김성태를 상대로 데뷔 첫 홈런을 기록했다. 그 이후에도 5홈런을 더 치며 시즌 6홈런을 쳐 냈고, 46도루를 기록하며 도루왕 타이틀을 차지했다.

#### 2012 시즌
2년 연속 1루수로 선발 출전했다. 4월 13일 경기까지 무안타로 침묵했고, 4월 14일 롯데전에서 수비 도중 강민호와 다리가 부딪쳤다. 그는 윤석민과 교체됐고, 다음 날 엔트리에서 제외됐다. 5월 말에 엔트리에 복귀했는데 다시 또 부상이 겹치며 한 번 더 엔트리에서 말소됐다.

#### 2013 시즌
3년 연속으로 개막전에 선발 출전했다. 1루수로 선발 출전해 배영수를 상대로 만루 홈런을 쳐 내며 시즌 첫 홈런, 첫 타점을 기록했다. 첫 타석부터 만루 홈런을 친 것이 동기 부여가 돼 만루에서 강한 모습을 보였다. 준플레이오프 5차전에서 이정훈을 상대로 3점 홈런을 쳐 내며 플레이오프 진출에 크게 기여했다.

#### 2014 시즌
LG 트윈스전에서 홈런을 치는 등 시즌 초부터 맹타를 휘둘렀다. 5월 23일 한화전에서 사이클링 히트를 달성했다. 인천 아시안게임에 출전해서 금메달을 획득해 군면제를 받았다.
시즌 110경기에 출전해 3할대 타율, 세 자릿수 안타, 5홈런, 40타점을 기록했다.

#### 2015 시즌
새 주장으로 선임됐다. 7월 26일 NC전에서 재크 스튜어트를 상대로 홈런을 쳐 내며 데뷔 첫 두 자릿수 홈런을 기록했다.
이후 WBSC 프리미어 12 국가대표팀에 선출됐다.
시즌 후, FA 자격을 얻어 총액 4년 38억원에 재계약을 체결하며 잔류했다.

#### 2019 시즌
시즌 98경기에 출전해 1할대 타율, 29안타(3홈런), 18타점으로 데뷔 후 최악의 성적을 기록했다. 2019년 시즌 후 FA 자격을 취득해 3년 총액 19억원에 잔류했다.

#### 2020 시즌
시즌 85경기에 출전해 2할대 타율, 36안타(5홈런), 27타점을 기록했다.

## 야구선수 은퇴 후
2023년부터 SPOTV의 야구 해설위원으로 활동했다.

## 논란
- 2011년 시즌에 유원상이 던진 공이 자신의 머리를 지나 자신의 배트를 맞자 욕설을 하며 유원상에게 달려들었고 당시 LG 트윈스의 1루수였던 이택근이 밀치며 벤치 클리어링이 일어났다.
- 2013년 윤희상과도 벤치 클리어링이 있었다.
- 2015년 우규민이 위협구를 던졌고, 그는 그냥 1루 베이스로 걸어가는 듯했으나 우규민이 "안 맞았잖아"라는 말을 하자마자 달려들어가 벤치 클리어링을 일으켰다.
- 2015년 당시 NC 다이노스 투수였던 해커에게 베이스 커버로 아웃을 당하자마자 'Get in the box'를 그가 욕으로 오해해 말싸움으로 번져 벤치 클리어링을 일으켰다.
- 2015년 준플레이오프에서도 서건창과 말싸움을 하다가 벤치 클리어링을 일으키며 많은 팬들의 비난을 받았다.
- 2023년에 박찬호를 너무 싫어한다며 공개적으로 저격하는 발언을 했다. 이 사건으로 인해 SPOTV 야구 해설에서 약 한 달간 배제됐다.
- 2024년에 오재원이 마약혐의로 인에 서울지방경찰서에 체포되었다.[3]

## 별명
- 타석에서 욕을 하고 퇴장하는 장면이 카메라에 잡혀 '오식빵', '식빵맨'이라고 불린다. [출처 필요]
- 남의 편일 땐 승부욕이 강한 모습을 많이 보여 눈살을 찌뿌리게 만들지만 국제 경기에서 국가대표로 같은 편일 땐 든든하다고 해 크리스티아누 호날두의 별명과 합쳐져 팬들 사이에서는 '우리혐'이라고 불린다. [출처 필요]
- 2015년 WBSC 프리미어 12의 결승전에서 빠던을 해서 '오열사'라고 불린다.
- 오재일과 함께 '오재1'이라고 불린다.

## 등번호
- '48' (2007년)
- '7' (2008년 ~ 2009년)
- '53' (2010년 ~ 2012년)
- '97' (2013년)
- '17' (2014년 ~ 2015년)
- '24' (2016년 ~ 2022년)

## 출신 학교
- 서울학동초등학교
- 서울 경원중학교
- 야탑고등학교
- 경희대학교 체육대학 체육학과 학사 (2003학번)

## 통산 기록
| 연도 | 팀명   | 타율  | 경기 | 타수 | 득점 | 안타 | 2루타 | 3루타 | 홈런 | 루타 | 타점 | 도루 | 도실 | 볼넷 | 사구 | 삼진 | 병살 | 실책 |
| ---- | ------ | ----- | ---- | ---- | ---- | ---- | ----- | ----- | ---- | ---- | ---- | ---- | ---- | ---- | ---- | ---- | ---- | ---- |
| 2007 | 두산   | 0.259 | 49   | 58   | 10   | 15   | 4     | 0     | 0    | 19   | 5    | 3    | 2    | 4    | 1    | 17   | 1    | 1    |
| 2008 | 두산   | 0.248 | 117  | 282  | 45   | 70   | 10    | 3     | 0    | 86   | 28   | 28   | 7    | 17   | 7    | 62   | 3    | 9    |
| 2009 | 두산   | 0.230 | 106  | 209  | 36   | 48   | 3     | 0     | 0    | 51   | 12   | 12   | 3    | 20   | 6    | 44   | 5    | 2    |
| 2010 | 두산   | 0.276 | 123  | 384  | 59   | 106  | 17    | 3     | 0    | 129  | 37   | 35   | 10   | 29   | 4    | 76   | 5    | 14   |
| 2011 | 두산   | 0.277 | 129  | 466  | 73   | 129  | 18    | 4     | 6    | 173  | 46   | 46   | 7    | 39   | 9    | 62   | 6    | 11   |
| 2012 | 두산   | 0.282 | 77   | 188  | 29   | 53   | 7     | 3     | 0    | 66   | 17   | 14   | 2    | 17   | 0    | 43   | 4    | 2    |
| 2013 | 두산   | 0.260 | 113  | 308  | 54   | 80   | 14    | 7     | 7    | 129  | 44   | 33   | 11   | 49   | 6    | 62   | 6    | 7    |
| 2014 | 두산   | 0.318 | 110  | 359  | 60   | 114  | 21    | 6     | 5    | 162  | 40   | 33   | 7    | 50   | 2    | 61   | 7    | 7    |
| 2015 | 두산   | 0.280 | 120  | 411  | 60   | 115  | 20    | 2     | 11   | 172  | 59   | 31   | 8    | 47   | 4    | 94   | 9    | 8    |
| 2016 | 두산   | 0.272 | 122  | 416  | 68   | 113  | 18    | 1     | 5    | 148  | 58   | 13   | 10   | 54   | 5    | 82   | 10   | 16   |
| 2017 | 두산   | 0.237 | 127  | 334  | 43   | 79   | 16    | 1     | 7    | 118  | 40   | 7    | 7    | 47   | 2    | 85   | 5    | 6    |
| 2018 | 두산   | 0.313 | 132  | 473  | 78   | 148  | 24    | 1     | 15   | 219  | 81   | 15   | 6    | 41   | 2    | 119  | 13   | 17   |
| 2019 | 두산   | 0.164 | 98   | 177  | 30   | 29   | 8     | 1     | 3    | 48   | 18   | 6    | 2    | 25   | 0    | 50   | 3    | 7    |
| 2020 | 두산   | 0.232 | 85   | 155  | 25   | 36   | 7     | 1     | 5    | 60   | 27   | 10   | 5    | 16   | 0    | 49   | 3    | 5    |
| 2021 | 두산   | 0.167 | 45   | 72   | 6    | 12   | 3     | 0     | 0    | 15   | 5    | 2    | 0    | 6    | 0    | 18   | 3    | 2    |
| 2022 | 두산   | 0.172 | 18   | 29   | 2    | 5    | 2     | 0     | 0    | 7    | 4    | 1    | 2    | 1    | 0    | 9    | 1    | 0    |
| 통산 | 16시즌 | 0.267 | 1571 | 4321 | 678  | 1152 | 192   | 33    | 64   | 1602 | 521  | 289  | 89   | 462  | 48   | 933  | 84   | 114  |